# Marie Mbong
Pour les articles homonymes, voir Mbong (homonymie).
Marie Claire Larissa Mbong Nkoumou, née le 15 août 1990 au Cameroun, est une joueuse camerounaise de basket-ball évoluant au poste d'ailier fort.

## Carrière
Elle participe avec l'équipe du Camerounau Championnat d'Afrique féminin de basket-ball 2019, terminant au dixième rang.
Elle évolue en club au FAP de Yaoundé.